# Nancy Carell
Pour les articles homonymes, voir Carell.
Nancy Carell, de son nom de naissance Nancy Ellen Walls,  est une actrice américaine née le 19 juillet 1966 à Cohasset, au Massachusetts.
Épouse de l'acteur Steve Carell, elle est connue pour ses interventions dans les émissions humoristiques Saturday Night Live, sur NBC et surtout The Daily Show, sur Comedy Central, où elle officiait avec son mari.

## Biographie
Née dans le Massachusetts, elle est diplômée de l'université privée Boston College, où elle a été membre de My Mother's Fleabag, une troupe faisant de l'improvisation théâtrale en groupe, puis elle rejoint la troupe d'improvisation The Second City, rencontrant son futur mari, Steve Carell, puis avec des anciens de la troupe rejoignent la distribution du célèbre show télévisé Saturday Night Live durant une saison (de 1995 à 1996), où elle se fait connaître grâce à sa parodie de la journaliste Bobbie Battista. Puis de 1999 à 2002, elle participe au The Daily Show, dans lequel figure également son mari.
En 2003, elle participe au film Self Control (Anger Management), avec Jack Nicholson et Adam Sandler, suivi en 2005 d'une apparition dans la comédie 40 ans, toujours puceau, dont son époux, Steve, a coécrit le scénario et dans lequel il interprète le personnage principal.
En 2005, elle participe durant plusieurs épisodes de la série The Office, en incarnant Carol Stills, agent immobilier qui sort avec Michael Scott (Steve Carell).
En 2009, elle prête sa voix à Helen Goode dans la série The Goode Family, où elle est créditée sous le nom de Nancy Carell.

### Vie privée
Nancy est mariée depuis 1995 à l'acteur Steve Carell, ils ont eu deux enfants, Elisabeth Anne, née en mai 2001, et John, né en juin 2004.

## Filmographie

### Cinéma
- 2003 : Self Control (Anger Management), de Peter Segal : l'hôtesse de l'air[2]
- 2005 : 40 ans, toujours puceau (The 40 Year Old Virgin), de Judd Apatow : la conseillère du Centre de Planning Familial[2]
- 2011 : Mes meilleures amies (Bridesmaids), de Paul Feig : la partenaire de tennis d'Helen
- 2012 : Jusqu'à ce que la fin du monde nous sépare, de Lorene Scafaria : Linda Petersen

### Télévision
- 1995 : Saturday Night Live (série télévisée) : Various
  - Participation à 19 épisodes de 1995 à 1996
  - Participation à l'épisode Steve Carell / Usher en guest en 2008[2]
- 1998 : LateLine (série télévisée) : Jill
  - Participation à 1 épisode[2]
- 1999 : Random Play (série télévisée) : Various
  - Participation à 3 épisodes[2]
- 1999 : The Daily Show (série télévisée) : Herself - Correspondent
  - Participation à 83 épisodes, de 1999 à 2002[2].
- 2005 : The Office (série télévisée) : Carol Stills
  - Participation à 5 épisodes de 2005 à 2006 et 1 épisode en 2010[2]
- 2007 : The Naked Trucker and T-Bones Show (série télévisée) : Marcia
  - Participation à un épisode[2]
- 2009 : The Goode Family (série télévisée) : Helen Goode (Voix originale)
  - Rôle régulier, participation à 13 épisodes